# Granulina margaritula
Granulina margaritula är en snäckart som först beskrevs av Carpenter 1857.  Granulina margaritula ingår i släktet Granulina och familjen Cystiscidae. Inga underarter finns listade i Catalogue of Life.